# Ruta pinnata
Ruta pinnata är en vinruteväxtart som beskrevs av Carl von Linné d.y.. Ruta pinnata ingår i släktet vinrutor, och familjen vinruteväxter. Inga underarter finns listade i Catalogue of Life.